# Pyractonema linearis
Pyractonema linearis is een keversoort uit de familie glimwormen (Lampyridae). De wetenschappelijke naam van de soort is voor het eerst geldig gepubliceerd in 1851 door LeConte.